# بيل لاينغ
بيل لاينغ هو لاعب هوكي الجليد كندي، ولد في 24 مارس 1953 في Harris, Saskatchewan ‏ في كندا.

## وصلات خارجية
- بيل لاينغ على موقع دوري الهوكي الوطني (الإنجليزية)
- بيل لاينغ على موقع EliteProspects.com (الإنجليزية)
- بيل لاينغ على موقع HockeyDB.com (الإنجليزية)
- بيل لاينغ على موقع Hockey-Reference.com (الإنجليزية)